# Jan Wilke

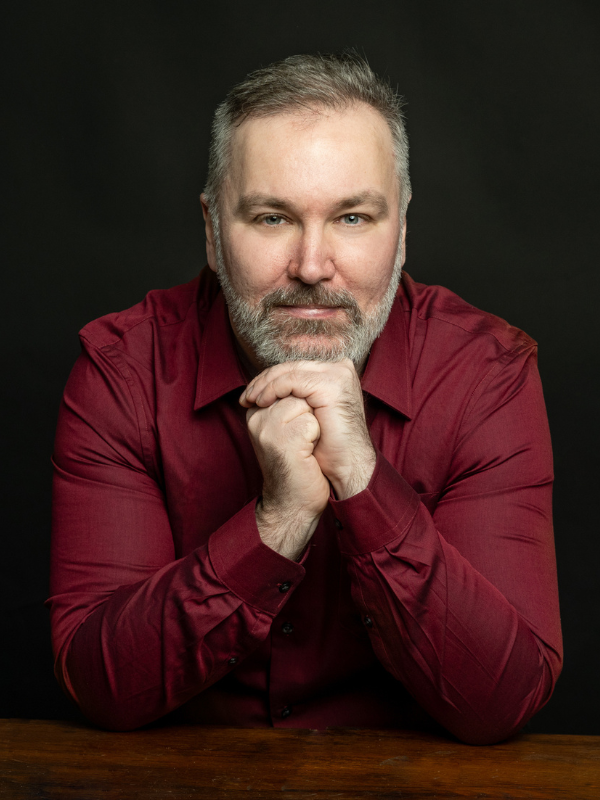
Jan Wilke (2025)

Jan Wilke (* 16. Oktober 1980 in Darmstadt) ist ein deutscher Komponist, Chorleiter und Organist.

## Leben
Jan Wilke studierte Schulmusik und Musiktheorie an der Musikhochschule Mannheim sowie Kirchenmusik (A-Examen) und Chorleitung an der Hochschule für Kirchenmusik Heidelberg. Anschließend absolvierte er ein Masterstudium in Chorleitung an der University of Birmingham sowie ein weiteres Masterstudium in Filmmusikkomposition an der Film Scoring Academy of Europe in Sofia (MFA 2023). Er arbeitete als Leiter verschiedener Chöre und lehrte 2017–2021 Chorleitung an der Hochschule für Kirchenmusik Heidelberg.
Jan Wilke lebt und arbeitet in Heidelberg.

## Werk
Wilkes kompositorisches Schaffen wurde mehrfach ausgezeichnet, u. a. mit dem 1. Preis beim Wettbewerb „Gib uns Noten!“ des Deutschen Chorverbands (2013), dem Knapp Award for Choral Excellence (USA, 2014) und einer Finalistenplatzierung bei der Armenian Little Singers Composition Competition (2014).
Seine Werke erscheinen im Helbling Verlag und wurden u. a. vom Sonux Ensemble, Cantus Juvenum Karlsruhe, Junger Kammerchor Rhein-Neckar und Renaissance Men (USA) aufgeführt.

## Preise
Komponist
- 2014: Preisträger des „Knapp Award for Choral Excellence“ des Chores „Meistersingers“ aus Kalifornien für „Perchance to Dream“[3]
- 2014: Finalist beim Internationalen Kompositionswettbewerb der „Little Singers of Armenia“ für „Jubilate Deo“
- 2013: 1. Preis beim Kompositionswettbewerb „Gebt uns (Weihnachts-)Noten!“ der chor.com 2013 für „O magnum mysterium“[4]
- 2012: Preisträger beim Liederwettbewerb „gott wagen“ der Evangelischen Landeskirche Baden für „Vom Hörensagen“[5]

Dirigent
- 2017: 3. Preis in der Kategorie Gemischte Kammerchöre beim Landeschorwettbewerb Baden-Württemberg mit dem Anglistenchor Heidelberg[6]
- 2014: Sieg in der Kategorie Frauenchöre beim Chorwettbewerb „Choir of the World“ in Llangollen, Wales mit dem University Women’s Choir der University of Birmingham.[7]

## Diskographie
- 2020: CD „A Very Renmen Christmas Live“ des Ensembles „Renaissance Men“ (Boston, USA). Auf der CD ist unter anderem das Stück „O magnum mysterium“ von Jan Wilke. Erschienen bei Navona Records.[8]
- 2017: CD „Christmas Concert“ des Sonux Ensembles. Auf der CD ist unter anderem das Stück „In a Dream Late as I lay“ von Jan Wilke. Erschienen beim Helbling Verlag.[9]
- 2017: CD „Evolution“ des Männervokalensembles „Man(n) Singt!“. Auf der CD sind unter anderem drei Stücke von Jan Wilke.[10]
- 2014: CD „Advent“ des Jungen Kammerchors Rhein-Neckar, Ltg.: Mathias Rickert. Auf der CD sind unter anderem zwei Liedsätze von Jan Wilke. Erschienen beim Label Rondeau.[11]